# Luca Ceppitelli
Luca Ceppitelli (Castiglione del Lago, 6 de janeiro de 1987) é um futebolista profissional italiano que atua como defensor.

## Carreira

### Perugia
Luca Ceppitelli começou a carreira no Perugia.

### Cagliari
Luca Ceppitelli se transferiu para o Cagliari Calcio, em 2014.